# لغات موندية
اللغة الموندية وهي من عائلة اللغات الأسترو آسيوية ويتكلمها حوالي 9 ملايين نسمة في شرق ووسط الهند وفي غرب بنغلاديش هذه اللغات لها علاقة مع اللغة الفيتنامية و لغة خميرية في كمبوديا ومن عائلتها أيضا اللغة الخاسية .